# سامهيتا أرني
سامهيتا أرني (بالإنجليزية: Samhita Arni) هي كاتبة روائية هندية تكتب باللغة الإنجليزية. وهي معروفة بتناصاتها مع الشعر الملحمي الهندي والأساطير الهندية. بدأت بكتابة كتابها الأول «ماهابهاراتا - وجهة نظر طفل» في سن الثامنة. ثم تمت ترجمة الكتاب إلى سبع لغات وبيع منه 50,000 نسخة حول العالم. كتابها الثاني - سيتا رامايانا - كان على قائمة نيويورك تايمز الأكثر مبيعًا للروايات المصورة لمدة أسبوعين في عام 2011.

## التعليم
كانت أرني إحدى خريجات كليات العالم المتحد في إيطاليا. عاشت في إندونيسيا وباكستان والهند وتايلاند وإيطاليا والولايات المتحدة.

## روابط خارجية
- Personal website نسخة محفوظة 27 مارس 2023 على موقع واي باك مشين. Samhita's website featuring some of her works

### مقابلات ومحادثات
- The Prince - Book launch  – The author, Samhita Arni, in conversation with Arshia Sattar, 2019-04-05 (video, 63 mins)
- Interview – In Conversation with Samhita Arni at GALF 2016, 2016-02-03 (video, 09 mins)
- Conversation – Finding a Voice: Samhita Arni & Abeer Hoque in conversation with Supriya Nair, 2017-01-24 (video, 41 mins)

### الأعمدة والمقالات
- Gender doesn’t come in the way of Nirvana Column in the national daily The Hindu
- Sita’s Freedom Struggle Column in the national daily The Indian Express
- Temple Run: The Sacred Structures of the Chola Dynasty in Tamil Nadu Article in National Geographic Traveler
- Why do majority of Indian writers remain obsessed with myth? Article in the national daily The Hindu
- Breaking up with the Ramayana: Why I chose texts that promote empathy and looking beyond one's identity Article in the news and media website Firstpost